# Ali Project
Ali Project — японская рок-группа. В её состав входят Арика Такарано (яп. 宝野アリカ Такарано Арика) (вокал и тексты песен) и Микия Катакура (яп. 片仓三起也 Катакура Микия) (музыка и аранжировка).
Когда группа только появилась, их музыкальный стиль тяготел к светлым и бодрящим песням. Однако в настоящее время стиль группы претерпел изменения, и в музыке стали преобладать тёмные и мистические тона. Такарано Арика, лидер группы, а также вокалистка и автор текстов песен, объяснила это переходом от Белой Али (яп. 白アリ Сиро Ари) к Чёрной Али (яп. 黒アリ Куро Ари).
Дуэт дебютировал в чартах в 1988 году как Ant Project (яп. 蟻プロジェクト Ари Пуродзэкуто, «Проект Муравей») с альбомом Gensou Teien (яп. 幻想庭園 Генсо: тэйэн, «Фантастический сад»). Позднее альбом был включен в книгу Тацуми Такаюки «Философия прогрессивного рока» (яп. プログレッシヴ・ロックの哲学 Пурогурэссив рокку тэцугаку), что позволило отнести творчество группы к жанру прогрессивного рока.
Четыре года спустя, в 1992 году, они изменили название группы и совершили свой основной дебют с синглом «Koi Seyo Otome» (яп. 恋せよ乙女 Койсэё отомэ, «Люби, девушка»).
Большинство записей выпущены под лейблом Toshiba-EMI, Victor Entertainment и Tokuma Japan.

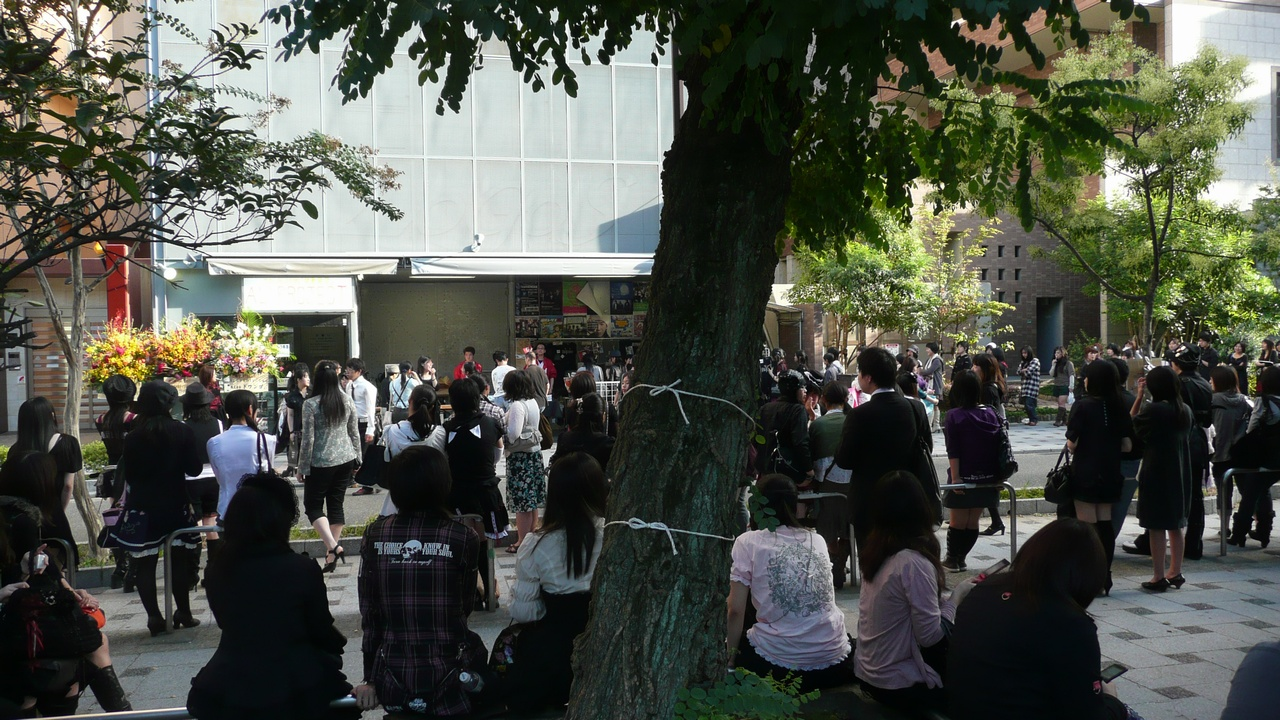
ALI PROJECT Live Tour 2008

## Дискография

### Ant Project

#### Альбомы
- 27 апреля 1987 года: Some Girls -Rebel Street IV- (Album of the disorderly bloom of cherry blossoms)
- 25 февраля 1988 года: Gensou Teien (яп. 幻想庭園 Генсо: тэйэн, «Фантастический сад»)

### Ali Project

#### Синглы
- 7 июля 1992 года: «Koi Seyo Otome -Love Story of Zipang-» (яп. 恋せよ乙女 Койсэё отомэ)
- 9 июня 1993 года: «Arashi ga Oka» (яп. 嵐ヶ丘 Арасигаока, «Грозовой перевал»)
- 19 января 1994 года: «Venetian Rhapsody» (яп. ヴェネツィアン・ラプソディー Вэнэциан рапусоди:, «Венецианская рапсодия»)
- 18 октября 1995 года: «Ame no Sonata～La Pluie» (яп. 雨のソナタ～ラ・プリュ Амэ но соната ~Ра пурю~, «Соната дождя ~Дождь~»)
- 1 июля 1996 года: «Seigetsuya～Lucifer Daiyongakushou» (яп. 星月夜～ルシファー第四楽章 Сэйгэцуя~Русифа: дайёнгакусё:, «Ясная звёздная ночь~Люцифер, часть 4»)
- 4 декабря 1996 года: «Wish» (музыкальная тема OVA Wish)
- 21 мая 1997 года: «Peony Pink» (яп. ピアニィ・ピンク Пиании пинку, «Пионовый розовый») (открывающая тема аниме-телесериала CLAMP School Detectives)
- 17 декабря 1997 года: «Anniversary of Angel» (бонус «Wish»)
- 21 октября 1998 года: «Labyrinth» (закрывающая тема аниме St. Luminous Mission High School)
- 23 мая 2001 года: «Coppélia no Hitsugi (Noir Version)» (яп. コッペリアの柩 Коппэриа но хицуги, «Гроб Коппелии») (открывающая тема аниме-телесериала «Нуар»)
- 9 сентября 2001 года: «コッペリアの柩 Hyper Remix & Original Album Version» (ремикс предыдущей композиции)
- 11 ноября 1993 года: «Gesshoku Grand Guignol» (яп. 月蝕グランギニョル Гэссёку Гуран Гинёру, «Лунное затмение в Гран-Гиньоле») (открывающая тема аниме-телесериала Avenger)
- 25 августа 2004 года: «pastel pure» (открывающая тема аниме-телесериала Maria-sama ga Miteru ~Haru~)
- 22 октября 2004 года: «Kinjirareta Asobi» (яп. 禁じられた遊び Киндзирарэта асоби, «Запретная игра») (открывающая тема аниме-телесериала Rozen Maiden)
- 25 декабря 2004 года: «Seigetsuya» (яп. 星月夜 Сэйгэцуя, «Ясная звёздная ночь») (переиздание)
- 8 июня 2005 года: «Ashura Hime» (яп. 阿修羅姫 Асюра химэ, «Принцесса асур») (открывающая тема игры My-HiME)
- 26 октября 2005 года: «Seishoujo Ryouiki» (яп. 聖少女領域 Сэйсё:дзё: рё:ики, «Владения Святой Девы») (открывающая тема аниме-телесериала Rozen Maiden: Träumend)
- 24 мая 2006 года: «Boukoku Kakusei Catharsis» (яп. 亡国覚醒カタルシス Бо:коку какусэй катарусису, «Катарсис пробуждения погибшей страны») (закрывающая тема аниме-телесериала .hack//Roots)
- 25 октября 2006 года: «Yuukyou Seishunka» (яп. 勇侠青春謳 Ю:кё: сэйсюнка, «Ода бесстрашной юности») (закрывающая тема аниме-телесериала Code Geass — Lelouch of the Rebellion)
- 6 декабря 2006 года: «Baragoku Otome» (яп. 薔薇獄乙女 Барагоку отомэ, «Дева – пленённая роза») (открывающая тема OVA Rozen Maiden: Ouvertüre)
- 23 мая 2007 года: «Ankoku Tengoku» (яп. 暗黒天国 Анкоку тэнгоку, «Тёмный рай») (открывающая тема аниме-телесериала Kamichama Karin)
- 13 июня 2007 года: «Hizamazuite Ashi o Oname» (яп. 跪いて足をお嘗め Хидзамадзуитэ аси во онамэ, «Облизывай коленопреклонённые ноги») (закрывающая тема аниме-телесериала Kaibutsu Oujo)
- 23 января 2008 года: «Kotodama» (яп. コトダマ Котодама) (открывающая тема аниме-телесериала Shigofumi: Letters from the Departed)
- 30 июля 2008 года: «Waga Routashi Aku no Hana» (яп. わが﨟たし悪の華 Вага ро:таси аку но хана, «Красы моей зла цветы») (закрывающая тема аниме-телесериала Code Geass — Lelouch of the Rebellion R2)
- 19 ноября 2008 года: «Kitei no Tsurugi» (яп. 鬼帝の剣 Китэй но цуруги, «Меч императора они») (открывающая тема аниме-телесериала Kurogane no Linebarrel)
- 21 января 2009 года: «Rara Eve Shinseiki» (яп. 裸々イヴ新世紀 Рара ибу синсэйки, «Обнажённый канун нового века») (открывающая тема аниме-телесериала Sora wo Kakeru Shoujo)
- 27 мая 2009 года: «Jigoku no Mon» (яп. 地獄の門 Дзигоку но мон, «Врата ада») (закрывающая тема аниме-телесериала Phantom: Requiem for the Phantom)
- 19 августа 2009 года: «Senritsu no Kodomo-tachi» (яп. 戦慄の子供たち Сэнрицу но кодомотати, «Дети трепета») (открывающая тема аниме-телесериала Phantom: Requiem for the Phantom)
- 21 октября 2009 года: «Datengoku Sensen» (яп. 堕天國宣戦 Датэнгоку сэнсэн, «Объявление войны падшим небесам») (открывающая тема аниме-телесериала Tatakau Shisho - The Book of Bantorra)
- 14 июля 2010 года: «Ranse Heroica» (яп. 亂世エロイカ Рансэ эроика, «Героическое поле брани») (открывающая тема игры Fate/Extra)
- 25 августа 2010 года: «Katana to Saya» (яп. 刀と鞘 Катана то сая, «Меч и ножны») (открывающая тема аниме-телесериала Katanagatari)
- 25 мая 2011 года: «Yuki no Onna» (яп. 雪ノ女 Юки но онна, «Снежная женщина») (закрывающая тема аниме-телесериала Katanagatari)
- 10 января 2012 года: «Kyoumu Densen» (яп. 凶夢伝染 Кё:му дэнсэн, «Инфекция ночных кошмаров») (открывающая тема аниме-телесериала Another)

#### Альбомы
- 9 декабря 1992 года: Gekka no Ichigun (яп. 月下の一群 Гэкка но итигун, «Группа под лунным светом») [TOCT-6008] [ZZCA-2002]
- 16 февраля 1994 года: DALI [TOCT-8296] [ZZCA-2003]
- 6 декабря 1995 года: Hoshi to Tsuki no Sonata (яп. 星と月のソナタ Хоси то цуки но соната, «Соната луны и звёзд») [TOCT-9273]
- 11 ноября 1996 года: Gensou Teien + 1 (яп. 幻想庭園+1 Гэнсо: тэйэн пурасу ити, «Сад иллюзий+1») [PFR-6020] [ZZXA-2007]
- 21 ноября 1998 года: Noblerot [COCP-50006]
- 4 декабря 2000 года: jamais vu' [ZZCA-2004]
- 25 апреля 2001 года: Aristocracy [TKCU-77082]
- 25 июля 2001 года: CLASSICS [ZZCA-2006]
- 24 июля 2002 года: EROTIC & HERETIC [VICL-60903]
- 23 апреля 2003 года: Gekkou shikoushou (яп. 月光嗜好症 Гэкко: сико:сё:, «Филия лунного света») [AECP-1008]
- 23 июня 2004 года: Etoiles [TKCU-72691]
- 22 июня 2005 года: Dilettante [TKCU-77126]
- 7 декабря 2005 года: Kamigami no Tasogare (яп. 神々の黄昏 Камигами но тасогарэ, «Сумерки богов») [TKCU-77127]
- 8 марта 2006 года: Déjà vu ~THE ORIGINAL BEST 1992—1995~ [TOCT-25923]
- 26 июля 2006 года: COLLECTION SIMPLE PLUS [VIZL-198, VICL-61999]
- 6 декабря 2006 года: Romance [TKCU-77128]
- 4 апреля 2007 года: Soubikakei (яп. 薔薇架刑 Со:би какэй, «Роза страны убийств») [LHCA-35070, LHCA-5070]
- 22 августа 2007 года: Psychedelic Insanity [TKCU-77129]
- 12 декабря 2007 года: Grand Finale [TKCU-77130]
- 27 августа 2008 года: Kinsho (яп. 禁書 Кинсё, «Запрещённая литература») [TKCU-77132]
- 26 августа 2009 года: Poison [TKCU-77133]
- 17 марта 2010 года: Gothic Opera [TKCU-77134]
- 29 сентября 2010 года: Han Shinnihon Shugi (яп. 汎新日本主義 Хан син Нихон сюги, «Пан-Ново-Японизм») [TKCU-77137, TKCU-77135]

#### Другое
- 6 декабря 1995 года: Midoriyama High School Original Soundtrack [TYCY-5457]
- 1 августа 1996 года: Birth of the Wizard (Eko Eko Azarak II Soundtrack) [POCX-1047]
- 5 февраля 1997 года: музыкальные треки из Wish [VICL-2181]
- 21 июня 1997 года: CLAMP School Detectives O.S.T. 1 [VICL-60046]
- 22 октября 1997 года: CLAMP School Detectives O.S.T. 2 [VICL-60060]
- 17 декабря 1997 года: CLAMP School Detectives Vocal Collection
- 3 декабря 2003 года: Avenger O.S.T. [VICL-61218]
- 21 июня 2006 года: .hack//Roots O.S.T. 1 [VICL-61989]

вокальные треки «[GOD DIVA]», «[In The World]», «[Hakua Byōtō]» и «[Junkyōsha no Yubi]», все инструментальные треки исполнены Микией Катакурой.
- 21 сентября 2006 года: .hack//Roots O.S.T. 2 [VICL-62089]

вокальные треки «[KING KNIGHT]», «[Maisō no Mori no Tasogarezaka]» и «[Kegare Naki Akui]», все инструментальные треки исполнены Микией Катакурой.
- 22 ноября 2006 года: Sleeping Castle (яп. 眠れる城 Нэмурэру сиро, «Спящий замок») из Rozen Maiden Träumend Character Drama CD Vol.4 — «Souseiseki» [LHCA-5055]
- 24 января 2007 года: Nameless Forest (яп. 名なしの森 Нанаси но мори, «Безымянный лес») из Rozen Maiden Träumend Character Drama CD Vol.5 — «Shinku» [LHCA-5056]
- 7 марта 2007 года: Spring Silkworm (яп. 春蚕 Харуго, «Весенний шелкопряд») из Rozen Maiden Träumend Character Drama CD Vol.7 — «Barasuishou» [LHCA-9003]
- 3 октября 2007 года: Kaibutsu Oujo O.S.T. — Sympathy for the Belonephobia, вокальные треки: «[Outeki Ketsuzoku]», «[Oumagakoi]» и «[Hizamazuite Ashi wo Oname]», все инструментальные треки исполнены Микией Катакурой.